# Synchlora pulchrifimbria
Synchlora pulchrifimbria är en fjärilsart som beskrevs av W. Warren 1907. Synchlora pulchrifimbria ingår i släktet Synchlora och familjen mätare. Inga underarter finns listade i Catalogue of Life.